# Zielona Góra Dworzec Szprotawski
Zielona Góra Dworzec Szprotawski – nieczynna stacja kolejowa w Zielonej Górze, w województwie lubuskim. Stacja położona jest na linii Zielona Góra – Szprotawa.